# Olesicampe petiolata
Olesicampe petiolata är en stekelart som först beskrevs av Henry Lorenz Viereck 1925.  Olesicampe petiolata ingår i släktet Olesicampe och familjen brokparasitsteklar. Inga underarter finns listade i Catalogue of Life.